# حكومة البكاي بن مبارك الأولى
حكومة لهبيل البكاي بن مبارك الأولى هي أول حكومة في المغرب بعد استقلاله عن فرنسا سنة 1955. تم تأسيس المجلس الحكومي برئاسة البكاي بن مبارك لهبيل وبتعيين من الملك محمد الخامس يوم 7 ديسيمبر 1955 واستمرت في مهامها حتى 25 أكتوبر 1956. .

## التركيبة الأولى للحكومة
تم تعيين أعضاء الحكومة بمقتضى ظهير شريف نشر في العدد 2252 من الجريدة الرسمية بتاريخ 23 ديسمبر 1955، بعد أن أدى أعضاء الحكومة اليمين يوم 7 ديسمبر 1955.
| الصورة      | الحقيبة الوزارية                                  | الاسم                       |
| ----------- | ------------------------------------------------- | --------------------------- |
|             | رئيس الوزارة                                      | البكاي بن مبارك لهبيل       |
|             | خليفة الرئيس                                      | محمد الزغاري                |
|             | وزير الدولة                                       | إدريس المحمدي               |
|             | وزير الدولة                                       | عبد الرحيم بوعبيد           |
|             | وزير الدولة                                       | محمد الشرقاوي               |
|             | وزير الدولة                                       | أحمد رضا اجديرة             |
|             | وزير العدل                                        | عبد الكريم ابن جلون التويمي |
|             | وزير الداخلية                                     | الحسن اليوسي                |
|             | وزير المالية                                      | عبد القادر ابن جلون         |
|             | وزير الأحباس                                      | محمد المختار السوسي         |
|             | وزير العلوم والمعارف والفنون الجميلة              | محمد الفاسي                 |
|             | وزير الأشغال العمومية                             | محمد الدويري                |
|             | وزير الفلاحة                                      | أحمد بن منصور النجاعي       |
|             | وزير التجارة والصناعة التقليدية والملاحة التجارية | أحمد اليزيدي                |
|             | وزير الإنتاج الصناعي والمعادن                     | التهامي الوزاني             |
|             | وزير الشغل والشؤون الإجتماعية                     | عبد الهادي بوطالب           |
|             | وزير الصحة                                        | عبد المالك فرج              |
|             | وزير التعمير والسكنى                              | محمد بن بوشعيب              |
| كتاب الدولة |                                                   |                             |
|             | كاتب الدولة للأنباء الملحق برياسة الوزارة         | عبد الله إبراهيم            |
|             | كاتب الدولة للشبيبة والرياضة                      | أحمد ابن سودة               |